# باربارا کلی
باربارا کلی (انگلیسی: Barbara Kelly؛ ۵ اکتبر ۱۹۲۴ – ۱۵ ژانویهٔ ۲۰۰۷) بازیگر اهل بریتانیا بود.
از فیلم‌ها یا برنامه‌های تلویزیونی که وی در آن نقش داشته است می‌توان به فضا: ۱۹۹۹ و شغل من چیست؟ اشاره کرد.